# 馬卡巴納
馬卡巴納是剛果共和國的城鎮，由尼阿里省負責管轄，位於該國南部，是重要的工業中心，主要經濟活動有農業和木材業，居民人數估計約8,000。
04°08′34″S 12°54′49″E / 4.14278°S 12.91361°E